# Víctor Laguardia
Víctor Laguardia Cisneros (Saragozza, 5 novembre 1989) è un ex calciatore spagnolo, difensore.

## Caratteristiche tecniche
È un difensore centrale che nelle prime partite giocate con il Real Saragozza si è adattato al ruolo di terzino destro.

## Carriera
Dopo aver militato nelle giovanili e nella squadra filiale, ha esordito con il Real Zaragoza, e nella massima serie spagnola, il 29 agosto 2009 in una partita contro il CD Tenerife vinta 1 a 0 dalla squadra aragonese.
Un infortunio a un ginocchio lo ha tenuto lontano dal campo per 18 mesi e mezzo, nell'estate del 2011 è tornato in prima squadra per partecipare agli allenamenti del precampionato.
Il 31 agosto 2011 viene ceduto in prestito al Las Palmas, squadra della Segunda División.

## Palmarès

### Nazionale
- Giochi del Mediterraneo: 1

 Pescara 2009